# 제이크 웨리
제이크 위어리(Jake Weary, 1990년 2월 14일 ~ )는 미국의 배우이다.

## 영상 목록

### 영화
- 어쌔신네이션
- 앨티튜드
- 좀비버
- 팔로우 (영화)
- 아메리칸 잡
- 그것: 두 번째 이야기

### 텔레비전
- 애즈 더 월드 턴즈
- 시카고 파이어 (드라마)
- 스토커 (드라마)
- 프리티 리틀 라이어스

## 음반 목록

### EP
| 연도 | 타이틀   | 비고 |
| ---- | -------- | ---- |
| 2011 | Agendas  |      |
| 2012 | Tones    |      |
| 2016 | Untitled |      |